# Courcelles-lès-Montbard
Courcelles-lès-Montbard ist eine französische Gemeinde mit 87 Einwohnern (Stand 1. Januar 2022) im Département Côte-d’Or in der Region Bourgogne-Franche-Comté. Sie gehört zum Arrondissement Montbard und zum gleichnamigen Kanton Montbard.

## Geografie
Die Gemeinde liegt am Canal de Bourgogne und am Fluss Brenne.
Nachbargemeinden sind Nogent-lès-Montbard im Nordwesten, Fain-lès-Montbard im Nordosten, Fresnes im Osten, Benoisey im Süden und Montigny-Montfort im Südwesten. 

## Bevölkerungsentwicklung
| Jahr                       | 1962 | 1968 | 1975 | 1982 | 1990 | 1999 | 2008 | 2016 |
| -------------------------- | ---- | ---- | ---- | ---- | ---- | ---- | ---- | ---- |
| Einwohner                  | 108  | 117  | 92   | 79   | 116  | 102  | 90   | 77   |
| Quellen: Cassini und INSEE |      |      |      |      |      |      |      |      |

## Sehenswürdigkeiten

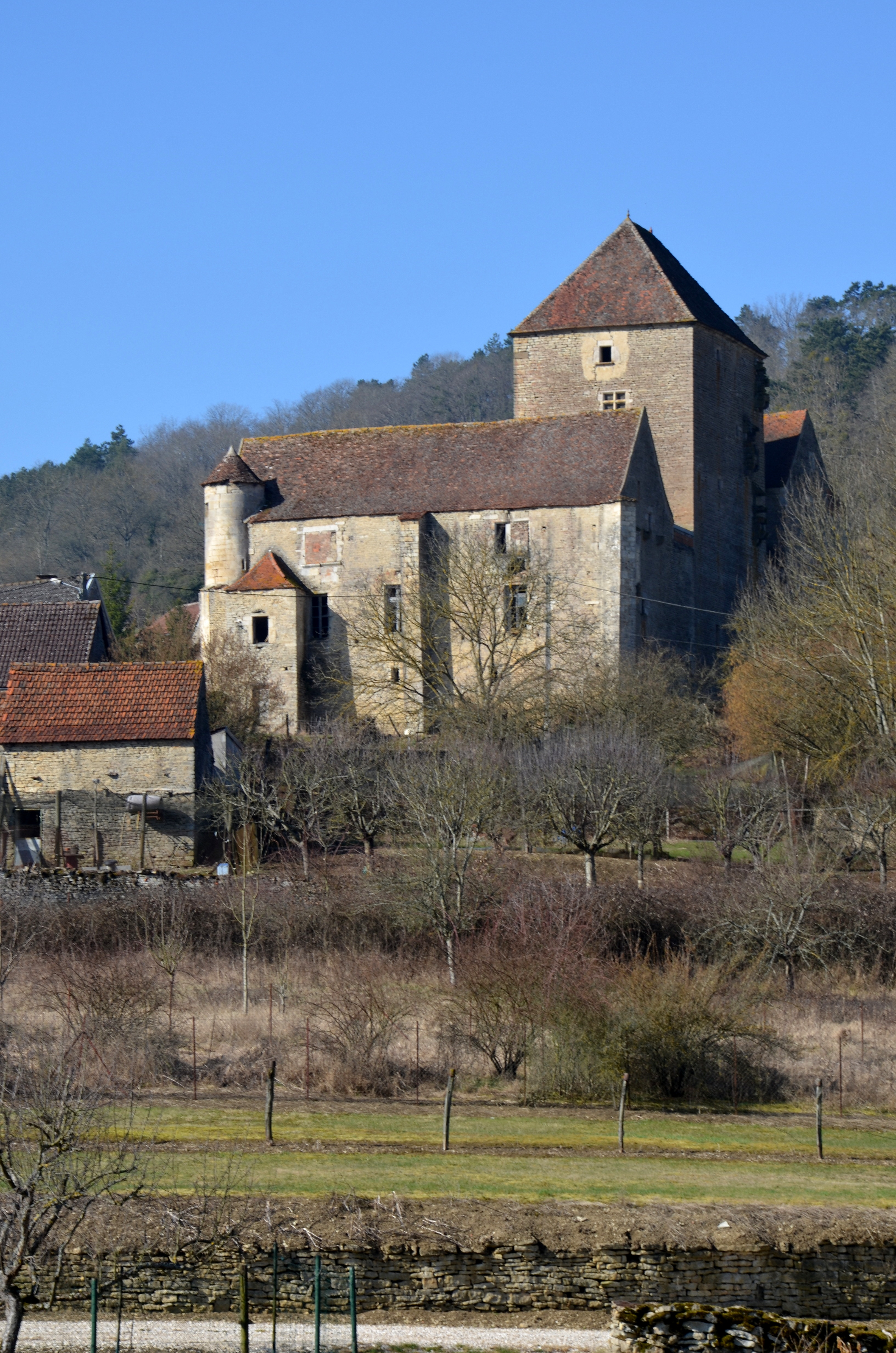
Schloss aus dem 13. Jahrhundert

- Burg aus dem 13. Jahrhundert, Monument historique
- Kirche Saint-Pierre